# District de Nalbari
Le district de Nalbari bengali : নলবাৰী জিলা est un district de l'état d'Assam en Inde.

## Géographie
Le district s’étend sur une superficie de 1 052 km2 et compte une population de 771 639 habitants en 2011. 
Son siège est situé dans la ville de Nalbari. Il a été créé en 1975.